# Doldina carinulata
Doldina carinulata är en insektsart som beskrevs av Carl Stål 1859. Doldina carinulata ingår i släktet Doldina och familjen rovskinnbaggar. Inga underarter finns listade i Catalogue of Life.